# Petrus Johannes van Harderwijk
Petrus Johannes van Harderwijk (* 1. Juli 1867 in Utrecht; † 23. Dezember 1948 in Rijswijk, Südholland) war ein niederländischer altkatholischer Geistlicher und Publizist.

## Leben
Geboren als Sohn des Goldschmieds Petrus Johannes van Harderwijk und dessen Ehefrau Barbara Johanna Gol, wurde er 1880 zum altkatholischen Seminar in Amersfoort zugelassen, wo er die Wandlung von einer Lateinschule zum Gymnasium miterlebte. Hier legte er 1886 das Abitur ab und studierte anschließend altkatholische Theologie. Als Student in Amersfoort erlebte er 1889 die Gründung der Utrechter Union der Altkatholischen Kirchen, wodurch die Roomsch Katholieke Kerk van de Oud-Bisschoppelijke Cleresie aus ihrer Isolierung befreit wurde und in Kontakt mit altkatholischen Kirchen außerhalb der Niederlande kam. So konnte er an Lehrveranstaltungen von altkatholischen Hochschullehrern der Universität Bonn teilnehmen. In der Bibliothek des Seminars wirkte er mit an der Katalogisierung von Flugschriften (sogenannte Varia), die ein lebendiges Bild des religiösen Streites im 17. und 18. Jahrhundert bieten. Durch seine Redaktionsarbeit beim Amersfoortsche Courant legte er den Grundstein für seine spätere journalistische Tätigkeit.
Am 26. November 1893 empfing er durch Erzbischof Gerardus Gul die Priesterweihe. Er wurde zum Pfarrer in Schiedam ernannt, wo er bis zum 31. Dezember 1937 blieb. Hier lernte er schwere soziale Probleme kennen, die zum Teil durch die vielen Brennereien verursacht wurden. In diesem Zusammenhang ist seine Arbeit für die Schaffung einer unabhängigen Haushalts- und Industrieschule zu erwähnen.

## Wirken
Seine wichtigste Aufgabe neben dem Pfarramt war die kirchliche Presse. Im Jahr 1913 wurde er in die Redaktion der Zeitschrift De Oud-Katholiek berufen und von 1918 bis 1946 war er deren Chefredakteur. Er war ferner Vorsitzender eines Komitees für die Inventarisierung der Kirchengüter von besonderem historischem und kunstgeschichtlichem Interesse.